# رولاند روبنسون (شاعر)
رولاند روبنسون (بالإنجليزية: Roland Robinson)‏ هو شاعر أسترالي، ولد في 12 يونيو 1912، وتوفي في 8 فبراير 1992.

## وصلات خارجية
- رولاند روبنسون على موقع ميوزك برينز (الإنجليزية)